# Christina Mak
Pour les articles homonymes, voir MAK.
Christina Mak (chinois : 麥珮軒), née le 6 mars 1978 à Guangdong, est une joueuse professionnelle de squash représentant Hong Kong. Elle atteint en juillet 2007 la 31e place mondiale sur le circuit international, son meilleur classement.

## Biographie
Elle remporte un unique titre sur le circuit professionnel lors du tournoi Women's Warid Pakistan Open en novembre 2007.

## Palmarès

### Titres
- Championnats d'Asie par équipes : 2000